# Matra MS80
La Matra MS80 è una vettura da Formula 1 costruita dalla Matra nel 1969.

## Tecnica
Il telaio monoscocca della vettura venne disegnato dal progettista della Matra Bernard Boyer, e al suo interno vi fu inserito il propulsore 8 cilindri Ford Cosworth DFV. Tale propulsore veniva gestito da un cambio a cinque marce Hewland. Il corpo vettura inglobava nei lati i serbatoi del carburante, allargando di molto l'auto.

## Attività sportiva
La vettura, nella stagione 1969, venne pilotata da Jackie Stewart, mentre il team veniva gestito da Ken Tyrrell. Con quest'auto, il pilota scozzese riuscì a vincere i gran premi di Gran Bretagna, di Spagna, d'Olanda, di Francia e d'Italia, conquistando in questo modo sia il titolo costruttori che quello piloti.